# Игиньо Перейра, Жозимар
Жозима́р Иги́ньо Пере́йра (порт. Josimar Higinio Pereira, в спортивной прессе как правило обозначается как Жозимар; 19 сентября, 1961, Рио-де-Жанейро) — бразильский футболист, полузащитник, игрок национальной сборной. Участник ЧМ-1986, член сборной всех звёзд ФИФА по итогам этого турнира; обладатель Кубка Америки 1989 года.

## Спортивная карьера
В 1981 году, в возрасте 19 лет, Жозимар в составе молодёжной сборной Бразилии участвовал в молодёжном чемпионате мира в Австралии. Он провёл за команду четыре матча, выиграв с ней групповой этап, но неожиданно уступив в четвертьфинале сборной Катара. С 1982 года он выступал как профессионал, надолго связав свою игровую карьеру с клубом «Ботафого».

### Участие в чемпионате мира 1986 года
В 1986 году Жозимар, выступавший за пребывающий в середине турнирной таблицы «Ботафого», был приглашён в национальную сборную для участия в чемпионате мира. Место в списке сборной он получил в связи с тем, что играющий на позиции правого защитника Леандро на чемпионат мира ехать отказался, но даже при этом его рассматривали только как резерв для Эдсона. Даже после того, как тот получил траму во втором матче сборной на чемпионате, тренер выпустил вместо него на поле не Жозимара, а полузащитника.
Жозимар был выпущен на поле только в третьем матче группового турнира, когда Бразилия уже обеспечила себе выход из группы (по словам самого игрока, он заявил тренеру Теле Сантане, что тот, наигрывая полузащитника Алемао на позицию защитника, пытается загнать квадратную затычку в круглое отверстие). В игре против сборной Северной Ирландии дебютант-защитник отметился голом на 42-й минуте, поразив верхний угол ворот соперника ударом с 23-метровой дистанции. Ещё один мяч он забил в следующем матче сборной, с поляками, обведя трёх игроков противника и пробив в ворота мимо вратаря. Свои голы Жозимар праздновал бурно, не скрывая радости. По итогам турнира он был включён в символическую сборную всех звёзд ФИФА.

### Последние годы выступлений
Успех на чемпионате мира принёс Жозимару контракт с «Севильей» — клубом высшего дивизиона чемпионата Испании, однако пребывание в Европе оказалось недолгим, и уже на следующий год бразилец вернулся на родину. Следующим его клубом стал «Фламенго» (во время выступлений за который Жозимар стал обладателем Кубка Америки в 1989 году), но и в этой команде его игра не сложилась. По словам самого Жозимара, роковым для него стал внезапный переход от бедности ко всемирной известности: «Начались блондинки и кончились тренировки». Помимо этого, Жозимар начал употреблять наркотики. Футболист растратил полученные гонорары и отдалился от семьи, продолжая выступать до 1997 года в клубах менее высокого ранга.

### Дальнейшая карьера
Как вспоминал Жозимар, его игровая карьера достигла дна, когда он согласился играть в ветеранском турнире (в составе клуба «Сан-Раймунду» он стал чемпионом штата Рорайма). Там его нашёл совершенно опустошённым и одиноким Жоржиньо, который взял его на работу в свою футбольную школу на окраине Рио-де-Жанейро. Там Жозимар постепенно снова обрёл веру в себя. В 2013 году он был назначен менеджером клуба «Нороэсте» (Бауру), выступавшего в третьем эшелоне чемпионата штата Сан-Паулу, с задачей вернуть команду в более высокий дивизион.
Именем Жозимара назван футбольный журнал в Норвегии. В 2014 году бывший игрок сборной Бразилии согласился вести репортажи с чемпионата мира у себя на родине для норвежского телевидения.

## Достижения
- Победитель Кубка Америки: 1989
- Обладатель Кубка Роуза: 1987
- Чемпион штата Рио-де-Жанейро: 1989
- Чемпион Сеаренсе: 1992
- Чемпион турнира Пальма-де-Мальорка: 1988

## Семья
Жозимар — отец шестерых детей. Один из его сыновей, Жозимар Жуниор, как и отец, начал свою игровую карьеру в «Ботафого».